# Fântânele (Teleorman)
Fântânele is een Roemeense gemeente in het district Teleorman.
Fântânele telt 1900 inwoners.